# Delta boscii
Delta boscii är en stekelart. Delta boscii ingår i släktet Delta och familjen Eumenidae. Inga underarter finns listade i Catalogue of Life.